# Kalašnikov Koncern
Kalašnikov koncern (in russo Калашников концерн?; fino al 2013 Ižmaš) è una impresa russa produttrice di armi situata ad Iževsk.

## Storia
Venne fondata nel 1807 come arsenale per l'esercito imperiale russo con decreto dello zar Alessandro I, e nel 1867 venne riorganizzata come impresa commerciale privata; i primi prodotti furono i fucili berdan e KMK. Nel 1895 iniziò anche a produrre armi da caccia e l'anno seguente iniziò la produzione di massa del Mosin-Nagant.
Durante le guerre mondiali continuò la produzione e la fornitura all'esercito russo, mentre nel secondo dopoguerra la società assunse Michail Kalašnikov, che progettò per conto dell'impresa il fucile d'assalto AK-47. Dopo la dissoluzione dell'Unione Sovietica la produzione continuò, ma nel 2008 affrontò una crisi che porto la compagnia alla bancarotta nel 2012. Nel novembre dello stesso anno venne approvata la fusione tra la Ižmaš, Ižmech e IžAvto, creando un nuovo gruppo societario col nome "Kalašnikov". Il 13 agosto 2013 tale fusione fu completata e la nuova società fu rinominata Kalašnikov koncern.

## Attività e prodotti
Produce circa il 95% di tutte le armi di piccolo calibro in Russia e rifornisce oltre 27 paesi in tutto il mondo, rendendolo il più grande produttore di armi da fuoco in Russia. Tra i prodotti di spicco figurano la serie di fucili d'assalto AK-47, le mitragliatrici Ručnoj pulemët Kalašnikova, il fucile di precisione semiautomatico SVD Dragunov, la carabina semiautomatica Simonov SKS, la pistola Makarov PM, il fucile Saiga-12 e le mitragliatrici Vitjaz'-SN e PP-19 Bizon.

### Serie AK
- AK-47
- AKM
- AK-74
- AK-101
- AK-103
- AK-107
- AK-12